# Heteropsis steyermarkii
Heteropsis steyermarkii là một loài thực vật có hoa trong họ Ráy (Araceae). Loài này được G.S.Bunting mô tả khoa học đầu tiên năm 1986.